# Flaming Gold
Flaming Gold è un film del 1933 diretto da Ralph Ince.
È un film drammatico statunitense con William Boyd, Mae Clarke e Pat O'Brien.

## Produzione
Il film, diretto da Ralph Ince su una sceneggiatura di Malcolm Stuart Boylan e John F. Goodrich e un soggetto di Houston Branch, fu prodotto dalla RKO Radio Pictures. Le riprese iniziarono a fine maggio 1933 usando il titolo di lavorazione  Fire-Eaters.

## Distribuzione
Il copyright del film, richiesto dalla RKO-Radio Pictures, Inc., fu registrato il 29 settembre 1933 con il numero LP4183.
Il film fu distribuito negli Stati Uniti dal 29 settembre 1933 al cinema dalla RKO Radio Pictures.
Altre distribuzioni:
- in Spagna il 4 giugno 1934 (Oro en llamas)
- in Brasile (Ouro Flamejante)